# (3260) Визбор
(3260) Визбор (лат. Vizbor) — типичный астероид главного пояса, открыт 20 сентября 1974 года советским астрономом Людмилой Журавлёвой в Крымской астрофизической обсерватории и 31 мая 1988 года назван в честь советского автора и исполнителя песен Юрия Визбора.

## Обнаружение и именование
(3260) Визбор
Открыт 20 сентября 1974 года в Научном Л. В. Журавлёвой.
Назван в память об известном журналисте, поэте, актёре, основоположнике жанра и барде Юрии Иосифовиче Визборе (1934—1984).
Оригинальный текст (англ.)3260 Vizbor
Discovered 1974-09-20 by Zhuravleva, L. at Nauchnyj.
Named in memory of Yurij Iosifovich Visbor (1934—1984), well-known journalist, poet, actor, producer and bard.
Источники: DISCOVERY.DB; M.P.C. 13175.

## Орбита

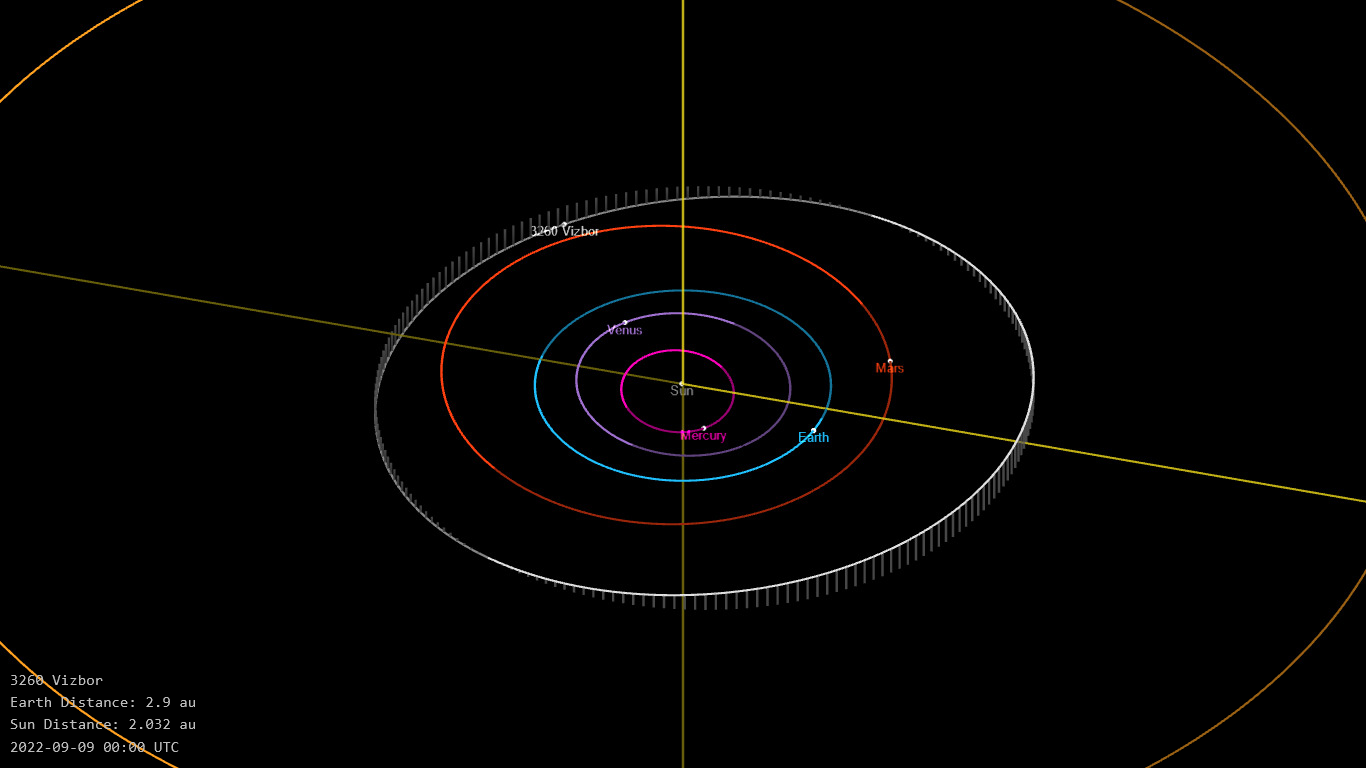
Орбита астероида Визбор и его положение в Солнечной системе

## Физические характеристики
Астероид относится к таксономическому классу S.
По результатам наблюдений в видимом и ближнем инфракрасном диапазоне космического телескопа NEOWISE и наблюдений в инфракрасном диапазоне спутника Akari диаметр астероида оценивался равным
7,673±0,228 км, 8,58±0,60 км и 7,71±0,90 км. Согласно тем же источникам альбедо оценивается как 0,2736±0,0569, 0,220±0,033, 0,26±0,08 и 0,274±0,057.